# 박민정 (1955년)
박민정(朴珉井, 1955년 8월 5일~)은 대한민국의 제2·3·4·7대 경상남도 김해시의원(민선 1·2·3·6기)이다.

## 학력
- 김해합성초등학교 졸업
- 김해중학교 졸업
- 김해농공고등학교 졸업

## 경력
- 김해중학교 19회 동기회장
- 김해선면협회 회장
- 김해경전철 MRG 대표소송인
- 내외동 벼룩시장 추진위원장
- 어린이예술단 ‘아름나라’ 단장
- 김해 다문화공동체 상임대표
- 1995.07~1998.06 제2대 경상남도 김해시의회 의원
- 1995.07~1996.12 제2대 경상남도 김해시의회 전반기 총무위원회 위원
- 1995.07~1996.12 제2대 경상남도 김해시의회 전반기 예산결산특별위원회 위원
- 1997.01~1998.06 제2대 경상남도 김해시의회 후반기 운영위원회 위원
- 1997.01~1998.06 제2대 경상남도 김해시의회 후반기 산업건설위원회 위원
- 1997.01~1998.06 제2대 경상남도 김해시의회 후반기 예산결산특별위원회 위원장
- 1998.07~2002.06 제3대 경상남도 김해시의회 의원
- 1998.07~2000.07 제3대 경상남도 김해시의회 전반기 총무위원회 위원
- 1998.07~2000.07 제3대 경상남도 김해시의회 전반기 예산결산특별위원회 위원
- 2000.07~2002.06 제3대 경상남도 김해시의회 후반기 총무위원회 위원
- 2000.07~2002.06 제3대 경상남도 김해시의회 후반기 산업건설위원회 위원
- 2000.07~2002.06 제3대 경상남도 김해시의회 후반기 예산결산특별위원회 위원
- 2002.07~2006.06 제4대 경상남도 김해시의회 의원
- 2002.07~2004.07 제4대 경상남도 김해시의회 전반기 총무위원회 위원
- 2002.07~2004.07 제4대 경상남도 김해시의회 전반기 산업건설위원회 위원
- 2002.07~2004.07 제4대 경상남도 김해시의회 전반기 예산결산특별위원회 위원
- 2004.07~2006.06 제4대 경상남도 김해시의회 후반기 운영위원회 위원
- 2004.07~2006.06 제4대 경상남도 김해시의회 후반기 산업건설위원회 위원
- 2004.07~2006.06 제4대 경상남도 김해시의회 후반기 예산결산특별위원회 위원장
- 2012 경상남도 김해시의회 후보
- 2014.07~2018.06 제7대 경상남도 김해시의회 의원
- 2014.07~2016.07 제7대 경상남도 김해시의회 전반기 의회운영위원회 위원
- 2014.07~2016.05 제7대 경상남도 김해시의회 전반기 자치행정위원회 위원
- 2016.05~2016.07 제7대 경상남도 김해시의회 전반기 행정자치위원회 간사
- 2014.07~2016.07 제7대 경상남도 김해시의회 전반기 예산결산특별위원회 위원장
- 2016.07~2018.06 제7대 경상남도 김해시의회 후반기 사회산업위원회 위원장
- 2016.07~2018.06 제7대 경상남도 김해시의회 후반기 예산결산특별위원회 위원
- 2017.08~2017.11 제7대 경상남도 김해시의회 김해신공항대책행정사무조사특별위원회 위원

## 역대 선거 결과
| 선거명           | 직책명                                | 대수           | 정당           | 득표율 | 득표수   | 결과 | 당락                     |
| ---------------- | ------------------------------------- | -------------- | -------------- | ------ | -------- | ---- | ------------------------ |
| 제1회 지방 선거  | 경상남도 김해시의원(내외동 선거구)    | 2대 (민선 1기) | 무소속         | 32.75% | 4,349표  | 1위  | 경상남도 김해시의원 당선 |
| 제2회 지방 선거  | 경상남도 김해시의원(내외동 선거구)    | 3대 (민선 2기) | 무소속         | 46.49% | 8,699표  | 1위  | 경상남도 김해시의원 당선 |
| 제3회 지방 선거  | 경상남도 김해시의원(내외제1동 선거구) | 4대 (민선 3기) | 무소속         | 50.42% | 5,120표  | 1위  | 경상남도 김해시의원 당선 |
| 제5회 지방 선거  | 경상남도 김해시의원(김해시 사선거구)  | 6대 (민선 5기) | 무소속         | 14.36% | 4,626표  | 5위  | 낙선                     |
| 12·19 재보궐선거 | 경상남도 김해시의원(김해시 사선거구)  | 6대 (민선 5기) | 민주통합당     | 44.54% | 21,110표 | 2위  | 낙선                     |
| 제6회 지방 선거  | 경상남도 김해시의원(김해시 사선거구)  | 7대 (민선 6기) | 새정치민주연합 | 28.51% | 9,487표  | 1위  | 경상남도 김해시의원 당선 |